# Márta Szirmay

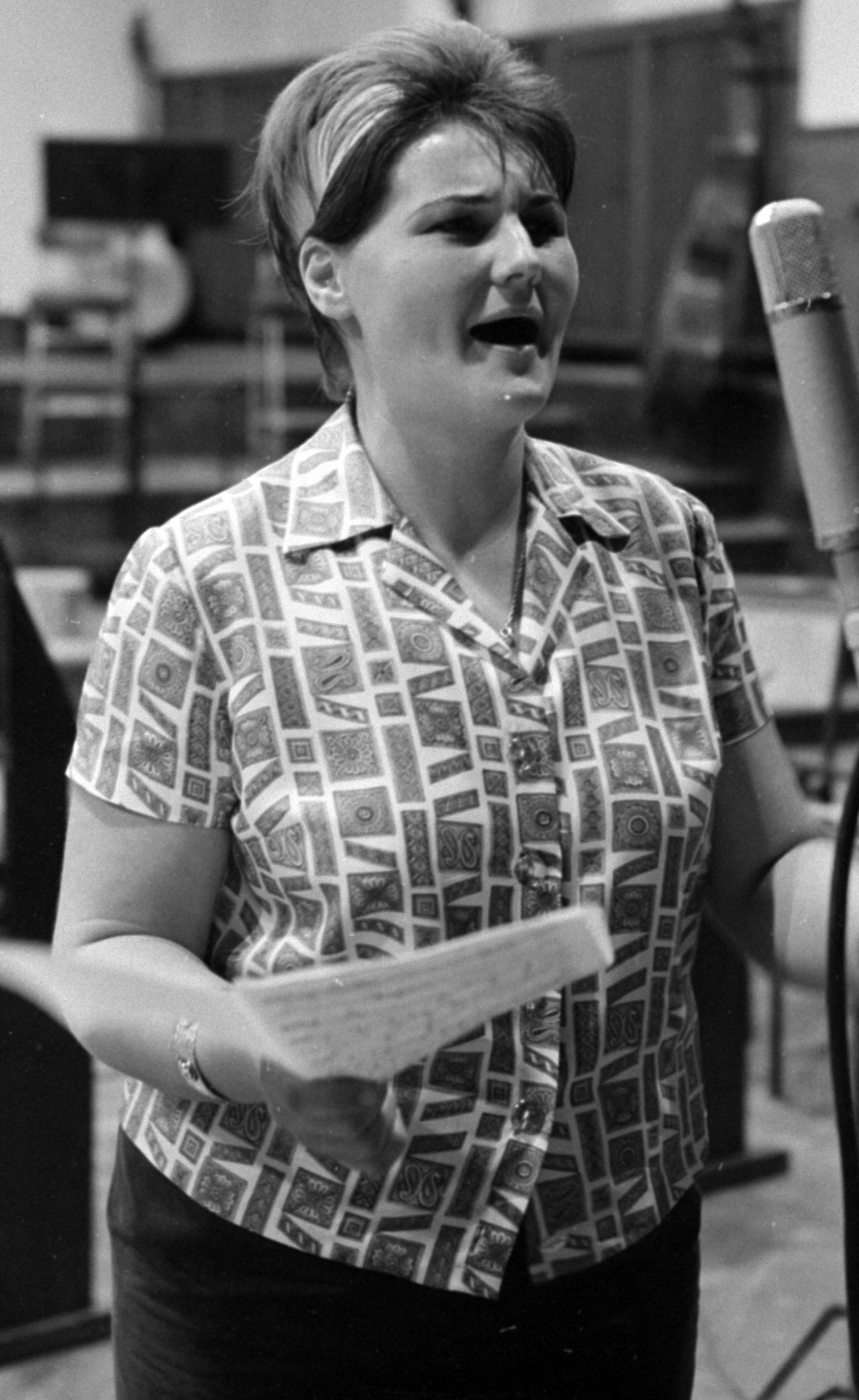
Márta Szirmay (1969)

Márta Szirmay (* 9. Oktober 1939 in Kaposvár, Ungarn; † 1. Januar 2015 ebenda) war eine ungarische Jazz- und Opernsängerin.

## Leben und Wirken
Márta Szirmay wurde 1939 im ungarischen Kaposvár geboren. Ihre früh erkannte und geförderte musikalische Begabung befähigte sie dazu, mit acht Jahren Klavierabende zu geben. Im Alter von 14 Jahren besuchte sie das Musikgymnasium. Sie wandte sich dem Jazz zu und trat im ungarischen Rundfunk sowie in entsprechenden Fernsehformaten auf. 1956 nahm sie an der Béla-Bartók-Fachschule ein Gesangsstudium auf, das sie 1959 mit einem Diplom als Musiklehrerin abschloss.
Zunächst blieb sie dem Jazz treu, gab Konzerte und nahm Schallplatten für Qualiton auf. Mit der Zeit erweiterte sie ihr Repertoire und präsentierte auch Lieder und Arien. Ihre Altstimme wurde bewundert und so warb 1963 die Nationaloper von Budapest um sie. Sie begann ihre Bühnenkarriere dort in der Oper Bluthochzeit von Sándor Szokolay. Nachfolgend trat sie in kleineren Rollen auf, bis sie dann als Ulrica in Giuseppe Verdis Un ballo in maschera einen großen Erfolg verzeichnete, der sich in der Partie der Mrs. Quickly in Verdis Falstaff, die zu ihrer Glanzrolle wurde, wiederholte. Weitere Verdi-Rollen waren unter anderem die Azucena im Troubadour, die Amneris in Aida und die Eboli in Don Carlos, außerdem die Fricka und die Erda in Richard Wagners Der Ring des Nibelungen, die Brangäne in dessen Tristan und Isolde und die Titelfigur in Christoph Willibald Glucks Orpheus-Oper. 1967 gastierte sie in Wien in der zeitgenössischen Oper Die Seidenraupe des österreichischen Komponisten ungarischer Herkunft Iván Eröd. Danach hörte man sie am Stadttheater von Basel als Azucena, später auch als Mrs. Quickly.
In einem 1970 vom Büro der Budapester Internationalen Musikwettbewerbe veröffentlichten Porträt hieß es: „Ihre in der Kunstart des Jazz nutzbar gemachten Tugenden, ihre verfeinerten Gegebenheiten: die sichere, differenzierte Rhythmuskultur, die nuancierte Vortragsweise, konnte sie nicht nur in der Oper, sondern auch auf dem Gebiete der Oratorien erfolgreich anwenden, ihre intime Formung ist besonders bei den Werken Bachs überzeugend.“
Ihre Karriere nahm bald internationale Dimensionen an. 1976 gastierte sie an der Wiener Staatsoper als Azucena. Im Jahr darauf trat sie an der Covent Garden Oper in London (wo sie ihren Wohnsitz nahm) als Klytämnestra zusammen mit Birgit Nilsson und Gwyneth Jones in der Richard-Strauss-Oper Elektra auf; sie sang an diesem Haus wieder die Mrs. Quickly sowie Wagner-Partien im Nibelungenring. Konzerte im englischen Rundfunk BBC und Auftritte bei den Festspielen von Edinburgh, Gastspiele in Venedig, Stockholm, Washington und bei den Festspielen von Schwetzingen bezeichneten den Fortgang ihrer Gesangskarriere. Ab 1977 war die Künstlerin gern gesehener Gast an der Oper Köln. 1987 sang sie am Teatro Colón Buenos Aires und 1990 an der Opera voor Vlaanderen, der Oper von Antwerpen, die Klytämnestra. Bei den Salzburger Festspielen trat sie 1985 und 1987 als Ericléa in Claudio Monteverdis Il ritorno d’Ulisse in patria und in der Saison 1987/1988 in Moses und Aron von Arnold Schönberg auf. 1988 hatte das Opernhaus von Santiago de Chile und 1989 die Hamburgische Staatsoper die Künstlerin zu Gast. 1992 sang sie in Turin in der zeitgenössischen Oper Blimunda von Azio Corghi. Des Weiteren verkörperte sie die Herodias in Salome und die Gaea in Daphne, jeweils von Richard Strauss, die Principessa in Suor Angelica von Giacomo Puccini und die Fidalma in Domenico Cimarosas Il matrimonio segreto.
Márta Szirmay starb am 1. Januar 2015 in ihrer Geburtsstadt.

## Auszeichnungen
- 1968: Franz-Liszt-Preis